# 258 (numero)
371833122) è il numero naturale dopo il 257 e prima del 259.

## Proprietà matematiche
- È un numero pari.
- È un numero composto con i seguenti divisori: 1, 2, 3, 6, 43, 86, 129, 258. Poiché la somma dei suoi divisori (escluso il numero stesso) è 270 > 258, è un numero abbondante.
- È un numero nontotiente.
- È un numero semiperfetto in quanto pari alla somma di alcuni (o tutti) i suoi divisori.
- È un numero sfenico.
- È parte delle terne pitagoriche (258, 344, 430), (258, 1840, 1858), (258, 5544, 5550), (258, 16640, 16642).
- È un numero di Ulam.

## Astronomia
- 258P/PANSTARRS è una cometa periodica del sistema solare.
- 258 Tyche è un asteroide della fascia principale del sistema solare.

## Astronautica
- Cosmos 258 è un satellite artificiale russo.